# Sulfitprocessen

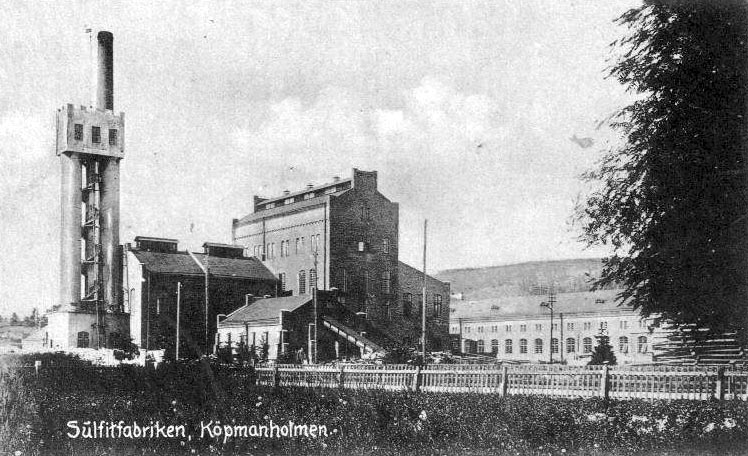
Sulfitfabriken i Köpmanholmen vid 1900-talets början.

Sulfitprocessen är en kemisk process för tillverkning av pappersmassa som uppfinnaren och svensken Carl Daniel Ekman utvecklade med början år 1874. Ekman hemlighöll sin uppfinning och uttog patent först år 1881. Processen utnyttjar främst vätesulfitjoner för att bryta ner lignin och på så sätt frilägga fibrer i veden. Processen är idag mindre vanlig än tidigare då den som källa för finpapper till stor del har ersatts av sulfatprocessen, som ger starkare papper, men den är alltjämt viktig för tillverkning av specialpapper, och för tillverkning av dissolvingmassor och lignosulfonat har den närmast ökat i betydelse senare år.

## Utveckling
Sulfitprocessen utvecklades från 1857 och patenterades 1867 av amerikanen Benjamin Chew Tilghman men kom första gången i industriellt bruk år 1874 vid Bergviks sulfitfabrik där Carl Daniel Ekman då var kemist. Sulfitprocessen definitiva genombrott dröjde dock till 1880-talet då Alexander Mitscherlich lyckades förbättra metoden genom indirekt uppvärmning av koket. I Sverige leddes utvecklingen bland annat av Carl Waldemar Flodquist.
Under 1840-talet utvecklades mekaniska metoder för framställning av trähaltig massa, speciellt slipmassametoden, men dessa massor hade dålig kvalitet och gav missfärgning av papperet, eftersom ligninet, som fanns kvar i massan, omvandlades (gulnade) av solljus. Den kemiska natron- eller sodaprocessen för tillverkning av pappersmassa, som hade tillkommit under 1850-talet, var dyrare att använda (genom att huvudkemikalien natriumhydroxid var dyrare än sulfitprocessens alkalikälla, som då utgjordes av kalciumoxid) och gav en kraftigt brunfärgad massa. Med sulfitmetoden fick man möjlighet att framställa massa, som var bättre lämpad för skriv- och tryckpapper, och papperet blev inte lika lätt missfärgat.
År 1913 tillverkades i Sverige  705.000 ton sulfitmassa samt 155.000 ton sulfatmassa.
Sulfitprocessen hade en klar fördel framför sulfatprocessen - den gav en ljusare massa och den hade inte lika stora luktproblem. Dessutom är sulfitmassa lättare att bleka till höga ljusheter än vad sulfatmassa är. Nackdelen med sulfitprocessen är dels att kemikalieåtervinningen inte utvecklades lika tidigt som för sulfatmassa, dels att sulfitmassa har lägre styrka (ger svagare papper). Vidare var utnyttjandet av vissa vedslag (till exempel tallved) mer problematiskt med sulfit- än med sulfatprocessen. Dessa nackdelar har gradvis medfört att sulfitprocessen kraftigt minskat i omfattning. Kemikalieåtervinningen utvecklades för sulfatprocessen under 1930- och 40-talen genom tillkomsten av den så kallade sodapannan (Tomlinsonpannan). Först därefter utvecklades återvinningssystem för sulfitprocesser med natriumbas (med komplicerad kemikalieåtervinning) respektive med magnesiumbas (enklare kemikalieåtervinning). Sulfitprocessen tillämpas också med kalciumbas (kalciumsulfit) och med ammoniumbas (ammoniumsulfit), men för dessa processer tillämpas ingen egentlig kemikalieåtervinning. Istället försöker man för dessa processystem att ta vara på restprodukter i de förbrukade kokvätskorna, speciellt genom utvinning av lignosulfonater.

## Förfarande
Sulfitprocessen ger en massa med hög halt av cellulosa och hemicellulosa. Liksom i andra kemiska nedbrytningsprocesser för produktion av pappersmassa behandlas ("kokas") träflis vid temperaturer runt 140-160 oC och tryck runt 500-700 kPa i en sur eller neutral lösning av sulfitkemikalier för att bryta ner och lösa upp ligninet som binder samman fibrerna i veden. I sulfitvätskeberedningen löses först svaveldioxid, SO2, i alkaliska lösningar och bildar jämvikter med sulfitjoner (SO32-) och vätesulfitjoner (HSO{\displaystyle _{3}^{2-}}). Den alkaliska lösningen, som svaveldioxiden löses i, kan baseras på katjoner i form av natrium (Na+), kalcium (Ca2+), magnesium (Mg2+) eller ammonium (NH4+). Dessa katjoner brukar helt enkelt kallas "bas", d.v.s. natriumbas, kalciumbas, magnesiumbas och ammoniumbas, beroende på att de först tillförs i basisk eller alkalisk form (som natriumhydroxid, o.s.v.) för att reagera med svaveldioxiden.
Blandningen av utlöst material och använda kokkemikalier (restluten) kallas vid sulfitbruk brunlut eller rödlut (till skillnad från sulfatprocessens svartlut). Från början utnyttjades bara kalcium som bas och kalcium kan inte enkelt återvinnas som kalciumoxid vid förbränning. Av detta skäl återvanns till en början varken kemikalierna eller det utlösta organiska materialet, utan restluten gick ut som avlopp. Följden blev att många vattendrag blev starkt förorenade innan olika metoder för avloppsbehandling installerades. Återvinningen av kemikalierna, som idag är nödvändig för att processen ska vara ekonomisk och acceptabel ur miljösynpunkt, varierar beroende på använd bas (katjon). Varken kalcium- eller ammoniumbaserad sulfitrestlut kan återvinnas och utnyttjande av dessa sulfitprocesser är därför problematiska och fordrar omfattande avloppsbehandling. Idag finns därför bara enstaka sulfitbruk kvar i världen med kalcium- eller ammoniumbas. Återvinning av restluten från natriumsulfitprocessen är möjlig, men komplicerad, och idag finns bara ett bruk kvar i världen som utnyttjar denna process - Domsjö Fabriker i Örnsköldsvik. Huvuddelen av kvarvarande sulfitmassabruk i världen utnyttjar sålunda magnesiumbas, för vilken process kemikalieåtervinningen är enklare. Till exempel använder Nymölla Bruk nära Kristianstad denna process.
Sulfitprocessens restlut, som innehåller hemicellulosor kan jäsas till etanol, som efter destillation brukar kallas sulfitsprit. (Sulfatprocessens restlut kan inte jäsas på motsvarande sätt eftersom de där förekommande sulfidjonerna "förgiftar" jästcellerna.) Jäsningen av sulfitlut hade sin grund i bristande återvinning och allteftersom sulfitmassabruken installerat kemikalieåtervinning har sulfitsprittillverkningen minskat. Även ligninsubstanser härrörande från veden, så kallade lignosulfonater, kan utvinnas ur restluten för att minska belastningen av avloppet om återvinningskapaciteten är otillräcklig.
Sulfitmassa kan också blekas beroende på ljushetskrav i papperstillverkningen och sulfitmassor är mer lättblekta än sulfatmassor.
I vissa mekaniska pappersmassaprocesser utnyttjas ibland ett kort sulfitbehandlingssteg, för att "mjuka upp" fibrerna en aning utan att i större utsträckning påverka massautbytet. Detta motsvarar dock inte en kemisk sulfitmassatillverkning utan karakteriseras som mekaniska eller kemimekaniska massaprocesser.

## Användning
Sulfitmassa används idag mest för speciella ändamål, till exempel för produktion av ren cellulosa, så kallad dissolvingmassa som bland annat används för viskosfibertillverkning ("konstsilke") och som förtjockningsmedel.
Sulfitmassa används också för produktion av finpapper och mjukpapper (tissue), samt för papper med höga ljushetskrav såsom fotopapper.

### Några bruk i Sverige som använt sulfitmetoden
- Bengtsfors sulfit (nedlagt 1964)
- Bruzafors sulfitfabrik (nedlagd)
- Domsjö Fabriker (i drift)
- Iggesunds Bruk (sulfitfabriken nedlagd ca 1967)
- Lessebo Bruk (sulfitfabriken nedlagd)
- Mackmyra sulfitfabrik (nedlagd 1976)
- Munksunds sulfitfabrik (nedlagd)
- Nymölla Bruk (i drift)
- Oskarströms Sulfit AB (nedlagt ca 1965)
- Strömsbruk (nedlagt 1981)
- Svanö sulfitfabrik (nedlagd 1966)
- Svartviks sulfitfabrik (nedlagd)
- Utansjö Bruk (nedlagt)